# Cercocebus
Cercocebus É. Geoffroy, 1812 è un genere di scimmie del Vecchio Mondo appartenenti alla famiglia Cercopithecidae.

## Descrizione
Sono caratterizzati dalle palpebre superiori glabre, più chiare della colorazione della pelle facciale. Inoltre differiscono dai cercopitechi, ai quali assomigliano, per la maggiore mole (possono arrivare a 20 kg), il muso più pronunciato e il colore più uniforme del mantello.

## Distribuzione e habitat
Vivono in Africa occidentale e centrale,  dal Senegal al Kenya, alla Repubblica Democratica del Congo alla Tanzania meridionale. Gli habitat sono vari.

## Biologia
L'attività è diurna e si svolge principalmente al suolo. Vivono in gruppi territoriali, che possono arrivare a 30 individui, formati da tre maschi, alcune femmine e i cuccioli. La dieta è composta in massima parte da vegetali (soprattutto frutta, semi e funghi) ma include occasionalmente anche insetti.
La maturità sessuale è raggiunta tra i 5 e i 7 anni, la longevità osservata in cattività è intorno a 30 anni.

## Tassonomia
Il genere Cercocebus comprende le seguenti specie:
- Cercocebus agilis - cercocebo agile
- Cercocebus atys - cercocebo moro
- Cercocebus chrysogaster - cercocebo dal ventre dorato
- Cercocebus galeritus - cercocebo del fiume Tana
- Cercocebus sanjei - cercocebo del fiume Sanje
- Cercocebus torquatus - cercocebo dal collare

In passato venivano classificate in questo genere anche le specie oggi attribuite ai generi Lophocebus e Rungwecebus. In realtà si è visto che dal punto di vista filogenetico Lophocebus e Rungwecebus sono più strettamente imparentati con il genere Papio, mentre le specie di Cercocebus sono più affini al genere Mandrillus.